# Antonio Vojak
Antonio Vojak (Pula, 19. studenoga 1904. – Varese, 9. svibnja 1975.), slavni talijanski nogometaš hrvatskog podrijetla, koji je karijeru ostvario tijekom 1920-ih i 1930-ih. Karijeru je napravio u Italiji, u kojoj je ostao do kraja života.
Najpoznatiji je po svom boravku u Juventusu i Napoliju, a u potonjem drži naslov doprvaka svih klupskih vremena u golovima postignutima u talijanskim ligama.
Njegov mlađi brat Oliviero Vojak igrao je također profesionalno za Juventus i Napoli. Da ih mogu razlikovati, Antonija su nazivali Vojak I, a Oliviera Vojak II.